# Чадър
Чадър е приспособление, което предпазва от валежи или слънчеви лъчи. Изработва се от водонеспропускваем синтетичен материал като найлон или полиамид. Надява се на метални пръчки, които след това се прикрепват към дръжката. Чадърите могат да се отварят и затварят, някои дори сгъват и по този начин заемат по-малко място, когато не се използват. При употреба чадърът се държи над главата.
Има и чадъри, които се използват в ресторанти на открито, те се закрепват неподвижно на едно място. Такива са и плажните чадъри. Големите чадъри често имат в средата отвор покрит с текстилен материал. Това предпазва от отвяване на чадъра от силни ветрове. В някои коктейли също се слагат малки чадърчета с декоративна цел.
На много езици думата чадър всъщност означава сянка или предпазване от слънцето.

## История
Чадърът съществува отпреди 1000 години преди новата ера. За негова родина се счита Китай или Египет. И в двете страни чадърът е символ на власт. Само императори, царе и фараони са се ползвали от него. Той е със значително по-големи размери от днешните. За символ на богатство и власт се е считал и в Индия.
От Изтока чадърите преминават в Древна Гърция и Древен Рим. В Западна Европа се появяват най-напред във Франция през XVII век. Носят ги предимно жените и то против слънце. Първият сгъваем чадър е направен в Париж през 1715 г. За първи път се употребяват за дъжд през 1750 г. в Англия.
- Плажни чадъри в Ахтопол
- Чадърите на Кристо в Япония
- Затворени чадъри
- Чадър от началото на 20 век
- Улична украса във Ферара, Италия